# Samuel Folgueral Arias
Samuel Folgueral Arias (Ponferrada, 9 de octubre de 1963) es un político español. Concejal del municipio de Ponferrada desde 2011, se convirtió en el alcalde el 8 de marzo de 2013 tras una moción de censura en el ayuntamiento. Actualmente, es concejal en Ponferrada representando a la agrupación USE Bierzo.

## Trayectoria
Nacido el 9 de octubre de 1963 en Ponferrada, estudió Arquitectura en La Coruña. Arquitecto de profesión. Fue miembro del equipo de redacción de la revista Ruptura de La Coruña desde su fundación en 1989.

### Elección como concejal, moción de censura y elección como alcalde
En las elecciones municipales de mayo de 2011 encabezó la candidatura del PSOE a la alcaldía de Ponferrada, obteniendo 8433 votos y 8 concejales. 5 concejales consiguió la candidatura de Independientes Agrupados de Ponferrada (IAP) y 12 el Partido Popular (PP), cuyo cabeza de lista, Carlos López Riesco, fue elegido alcalde.
El 25 de febrero de 2013 los 8 concejales del PSOE y los 5 de IAP presentaron una moción de censura, respaldada por todas las ejecutivas del PSOE, desde la Federal hasta la local, pasando por la Autonómica, la Provincial y la Comarcal.
La moción de censura se votó el 8 de marzo de 2013, siendo elegido alcalde Samuel Folgueral con los 13 votos favorables del PSOE y de IAP y los 12 en contra del PP.
Fue entonces cuando la dirigente socialista Carme Chacón, que no se había manifestado en los días transcurridos entre la presentación y la votación de la moción de censura, se posicionó contra ella por haber sido votada por Ismael Álvarez (presidente de IAP y concejal del Ayuntamiento de Ponferrada) por haber protagonizado el caso Nevenka y con numerosas manifestaciones al respecto en las redes sociales de políticos nacionales seguido por los medios de comunicación, a las 8 de la tarde Alfredo Pérez Rubalcaba, en aquel momento Secretario General del PSOE, ordenó que Samuel Folgueral renunciara como alcalde.
Samuel Folgueral, que se dio de baja en el PSOE, se negó a dimitir como alcalde, provocando, a nivel nacional, varias reacciones y declaraciones políticas.